# Gladiaria
Gladiaria es un género de foraminífero bentónico considerado homónimo posterior de Gladiaria Wick, 1939, y sinónimo posterior de Percultazonaria de la subfamilia Lenticulininae, de la familia Vaginulinidae, de la superfamilia Nodosarioidea, del suborden Lagenina y del orden Lagenida. Su especie tipo era Cristellaria decorata. Su rango cronoestratigráfico abarcaba el Rupeliense (Oligoceno inferior).

## Clasificación
Gladiaria incluía a la siguiente especie:
- Gladiaria decorata †